# 526460 Ceciliakoocen
526460 Ceciliakoocen è un asteroide della fascia principale. Scoperto nel 2006, presenta un'orbita caratterizzata da un semiasse maggiore pari a 3,1634324 au e da un'eccentricità di 0,3649647, inclinata di 22,15975° rispetto all'eclittica.